# Team17
Team17 Software – firma produkująca i wydająca gry komputerowe, wywodząca się z firmy 17-Bit Software. Ma ona siedzibę w Wakefield w Wielkiej Brytanii. Jej najbardziej znanymi produktami są serie Alien Breed i Worms, a także gra Superfrog.

## Historia
Początkowo firma nazywała się 17-Bit Software i specjalizowała się w katalogowaniu, produkowaniu i wydawaniu gier typu Public Domain na rynku Amigi.
W 1990 r. firma 17-Bit Software połączyła się ze szwedzką firmą Team 7. Z dwóch starych nazw 17-Bit Software i Team 7 utworzono nową nazwę – Team 17. Pod tym szyldem wydana została pierwsza gra na komputery Amiga, zatytułowana Full Contact. Gra okazała się sukcesem. Studio rozpoczęło prace nad następnymi tytułami, prawie wszystkie okazały się udanymi produkcjami uznanymi przez dziennikarzy branżowych. Na początku lat 90. zespół wypuścił na rynek gry takie jak: seria Alien Breed, Superfrog, Assassin, Project-X i Body Blows.
W 1995 r. firma Team17 podpisała umowę z Ocean Software, wskutek czego Ocean Software wydawał gry Team17 na cały świat. Pierwsza gra wydana dzięki współpracy z Ocean Software to Alien Breed 3D na Amigę.
Drugą grą była Worms, największy sukces firmy do dziś. Pierwsza gra Team17, która została wydana na kilkunastu platformach. Pomiędzy 1995 a 1998 r. doczekała się dystrybucji na: Amigę, PC MS-DOS, Apple Macintosh, PlayStation, Super Nintendo, Game Boya, Atari Jaguar, Sega Mega Drive i Sega Saturn. Planowane też było wydanie na Virtual Boya, ale ze względu na słabą sprzedaż konsoli w Japonii plany zostały anulowane. Worms sprzedawały się lepiej od FIFA czy Tomb Raidera pomimo grafiki 2D i ogólnej prostoty. Sprzedanych zostało ponad 12 mln kopii na całym świecie.
Sukces Worms utwierdził Team17 w przekonaniu, że rynek gier komputerowych na Amigę chyli się ku ostatecznemu upadkowi. Ostatnim tytułem wydanym dla Amigi była kontynuacja Alien Breed 3D o podtytule The Killing Grounds. Od 1997 r. firma skupiła się na wydawaniu gier na PC, zaczynając od takich tytułów jak: Nightlong: Union City Conspiracy, Phoenix i Addiction Pinball. W 2001 r. wydała także Stunt GP na PC (Microsoft Windows) oraz PlayStation 2 i Sega Dreamcast.
W 2003 Team17 wydał Worms 3D na PC oraz na konsole PlayStation 2, Xbox i GameCube, jako pierwszą grę, która przeniosła dwuwymiarowe „robaczki” do trzech wymiarów. 29 lipca 2005 r. firma wydała Worms 4: Totalna Rozwałka.
Na początku 2006 r. premierę miały Worms: Open Warfare na Nintendo DS i PlayStation Portable. W 2009 na PlayStation Network została udostępniona gra Worms na PlayStation 3. 12 lipca 2009 Team17 wydało Worms dla iPhone i iPod Touch. Grę w tej wersji można kupić za pośrednictwem App Store. 26 sierpnia 2010 wydano Worms: Reloaded. Gra została wydana jako dwuwymiarowy tytuł na platformie dystrybucyjnej Steam.